# Євангеліє від Афранія
«Євангеліє від Афранія» — роман Кирила Єськова, написаний у жанрі, що поєднує криптоісторію та детектив.
Роман описує події, пов'язані з діяльністю Ісуса Христа та його розп'яттям. Є своєрідною «відповіддю» автора на книгу проповідника Джоша Макдауела «Докази воскресіння», яка намагається довести дійсність чудесного воскресіння Христа з раціональних позицій. Назва роману пов'язана з тим, що друга частина написана від імені Афранія — начальника таємної варти, описаного Булгаковим у «Майстері та Маргариті».

## Структура
Роман складається із двох частин. У першій послідовно розбираються основні моменти євангельської історії, дається їх оцінка і акцентується увага на деяких особливостях описуваних подій, які зазвичай не беруть до уваги. Автор ставить за мету побудувати таку версію біблійних подій, яка була б повністю внутрішньо несуперечливою, не вимагала припущень про брехню авторів канонічних євангелій та Христа, але при цьому пояснювала б весь комплекс пов'язаних із розп'яттям Христа подій із суто матеріалістичних позицій. Друга частина — це, власне, роман, який у художній формі викладає побудовану автором версію.
Автор будує свої міркування на основі логіки та здорового глузду, спираючись на Євангелія та низку релігійних та релігійно-нейтральних історичних джерел. Щоб не вступати в суперечку з навколобогословських питань і уникнути суперечок про правдивість євангелістів та історичність євангельських персонажів, він будує свою версію, прийнявши за основу низку базових принципів:
- Чотири канонічні Євангелія апріорі визнаються історичними джерелами. Як базова праця, що об'єднує відомості, наведені в Євангеліях, використовується «Життя Ісуса» Фаррара, написана з ортодоксальних християнських позицій.
- Авторство канонічних Євангелій та історія їх написання беруть відповідно до класичного християнського канону.
- Євангелістів вважають чесними та порядними людьми, які описали те, що бачили й чули самі. Припущення про несумлінність того чи іншого євангеліста дозволяється висувати тільки в тому випадку, якщо в інший спосіб виявиться неможливим побудувати логічно несуперечливу картину того, що відбувається.
- З іншого боку, враховується те, що будь-яка чесна людина може сумлінно помилятися, хибно оцінювати те, що відбувається, або бути навмисно введеною в оману тими чи іншими силами з тією чи іншою метою. Крім того, в деяких випадках Євангелія пишуть про події, свідками яких їх автори свідомо не могли бути (наприклад, що відбувалися при дворі юдейського царя). Оскільки нічим, крім переказу чуток, таке повідомлення бути не може, його сприймають як доказ наявності чуток, але не як свідчення про саму подію.

## Сюжет
Друга частина книги — це нібито звіт військового трибуна Афранія, начальника таємної варти при прокураторі Юдеи, який археологи знайшли десь у печері в запечатаній посудині. Звіт, адресований проконсулу Сирії Луцію Вітеллію, є своєрідним «посмертним листом», який слід надіслати адресату, якщо автор раптово помре чи його заарештують; у такий спосіб Афраній застрахувався від можливих кроків прокуратора, для якого він був дуже небезпечним свідком:

…Отримання Вами, проконсуле, цього документа означає, що Ігемон не прислухався до попередження і я вже мертвий — зарізаний «єврейськими терористами», отруївся несвіжими устрицями або страчений за шпигунство на користь Парфії, Індії чи Атлантиди. Якщо ж
прокуратор виявить розсудливість, то цей документ ніколи не залишить схованки на околицях Єрусалима…Оригінальний текст (рос.)
…Получение Вами, проконсул, этого документа означает, что Игемон не внял предупреждению и я уже мёртв — зарезан «еврейскими террористами», отравился несвежими устрицами или казнён за шпионаж в пользу Парфии, Индии либо Атлантиды. Если же прокуратор проявит благоразумие, то документ этот никогда не покинет тайника в окрестностях Иерусалима…

У звіті Афраній описує операцію «Риба», яку під його керівництвом і з усного дозволу прокуратора в глибокій таємниці проводила протягом кількох років імперська таємна варта. Метою операції було створення на основі однієї з релігійних громад, які існували в описуваний час на окупованих римлянами землях, сильної, впливової релігії, яка проголошує смирення та відмову від збройної боротьби з римськими загарбниками. Поширення такої релігії могло б підірвати авторитет юдаїзму, зруйнувати єдність єврейських терористів — сікаріїв та релігійних фанатиків, на яких багато в чому трималася багаторічна партизанська війна на єврейських територіях.
На виконання планів операції в релігійну громаду, очолювану Ієшуа, було впровадили оперативника таємної варти — Юду. Він мав забезпечити безпеку громади та особисто Єшуа, а також спостерігати за тим, щоб останній у своїх проповідях не перейшов від миролюбства до закликів боротися з окупантами. Юда також піднімав авторитет громади, організовуючи різні «чудеса» та «зцілення» (за гроші наймаючи для виконання своїх задумів шахраїв, наприклад, «паралітиків», які після зустрічі з Ієшуа чудесно «одужували»). Через Юду, який став скарбником громади, римляни постачали їй гроші, ненав'язливо опікувалися, за необхідності надавали допомогу, причому здійснювали це так, щоб члени громади, перш за все сам Єшуа, не запідозрили, що їх «використовують». Допомога або виглядала як щасливий збіг, або надавалася через третіх осіб, наприклад, представників єврейської місцевої влади, які співчують доктрині Єшуа. Так, арешт і страту Івана Хрестителя римляни організували, щоб усунути найсильнішого конкурента нової громади.
Операція розвивалася успішно, але її остаточному успіху завадила жадібність Юди. Як цілком випадково з'ясував Афраній, частина зцілених Єшуа зовсім не була найнятими Юдою шахраями — це були справжнісінькі хворі, які дійсно одужали, хоча у своїх звітах Юда вказав їх серед тих, кому виплачено гроші за інсценування. Викликаний для пояснень Юда заявив, що всі гроші, яких бракує, він вклав у організацію якогось великого дива, яке має відбутися в Єрусалимі буквально днями. Юда справді організував таке диво — воскресіння Лазаря, але замість того, щоб найняти виконавців і заплатити їм, використав прихильниць Єшуа, сестер Віфанських, переконавши їх, що інсценування підніме авторитет Учителя. Коли учні Єшуа зрозуміли, що воскресіння було обманом, залучені до афери жінки зажадали від Юди визнання, яке було для нього абсолютно неприйнятним — його напевно вигнали б із громади, після чого на нього чекав суд за розтрату казенних грошей.
Юда знайшов єдиний спосіб порятунку — він звернувся до Синедріону (зрозуміло, не як римський агент, а відрекомендувавшись учнем Єшуа, який раптово усвідомив свої помилки), запропонував свої послуги в організації усунення популярного релігійного лідера і, трохи пізніше, супроводив групу захоплення до місця ночівлі громади, в Гетсиманський сад. Метою операції було вбивство Єшуа під виглядом випадкової смерті під час взяття сектантів, які чинили опір. Римляни, які в останній момент розгадали план Юди, направили загін спецназу до Гетсиманії і завадили вбивству Єшуа, але не могли перешкодити його арешту, не розкриваючи перед євреями свою зацікавленість у проповіднику.
Суд Синедріону, замість того, щоб засудити Єшуа на смерть за богохульство, передав його прокуратору, як обвинуваченого в претензіях на престол Юдеї. Єврейські ієрархи розраховували, що прокуратор помилує проповідника, визнавши, що той корисний Риму, і це зробить з Єшуа політичний труп. Римляни ж вчинили навпаки: прокуратор засудив Ієшуа на смерть, але зробив це так, що в очах народу винуватцем смерті Єшуа став Синедріон. Римляни розраховували перед стратою підмінити Єшуа іншою людиною. Після смерті підміненого на хресті передбачалося організувати «чудесне воскресіння» Єшуа, що піднесло б його авторитет на неймовірну висоту. Однак Єшуа відмовився від участі в інсценуванні, вважаючи за краще загинути на хресті.
Щоб урятувати операцію, римляни вдалися до відчайдушних заходів: вони організували поховання Ієшуа в гробниці, потім вилучили тіло і зрежисували воскресіння, підставивши замість Єшуа майстерно загримованого імітатора. Юду усунули, оскільки він єдиний міг би викрити їх щодо підміни.

## Видання
- Евангелие от Афрания: священная история как предмет для детективного расследования: Анализ текста Нового Завета и авторская версия евангельских событий. — М. : Б. и., 1995. — 155 с.
- Евангелие от Афрания: священная история как предмет для детективного расследования; Наш ответ Фукуяме: «Конец истории?» — «Не дождетёсь!..». — М. : Изд-во НЦ ЭНАС, 2005. — 167 с. — (Точка зрения). ISBN 5-93196-574-2

## Нагороди
- Премія «Фанкон», 1997 — гран-прі.[1]
- Премія «Зіланткон», 2001 — Великий Зілант.[2]